# Sources de la Loire

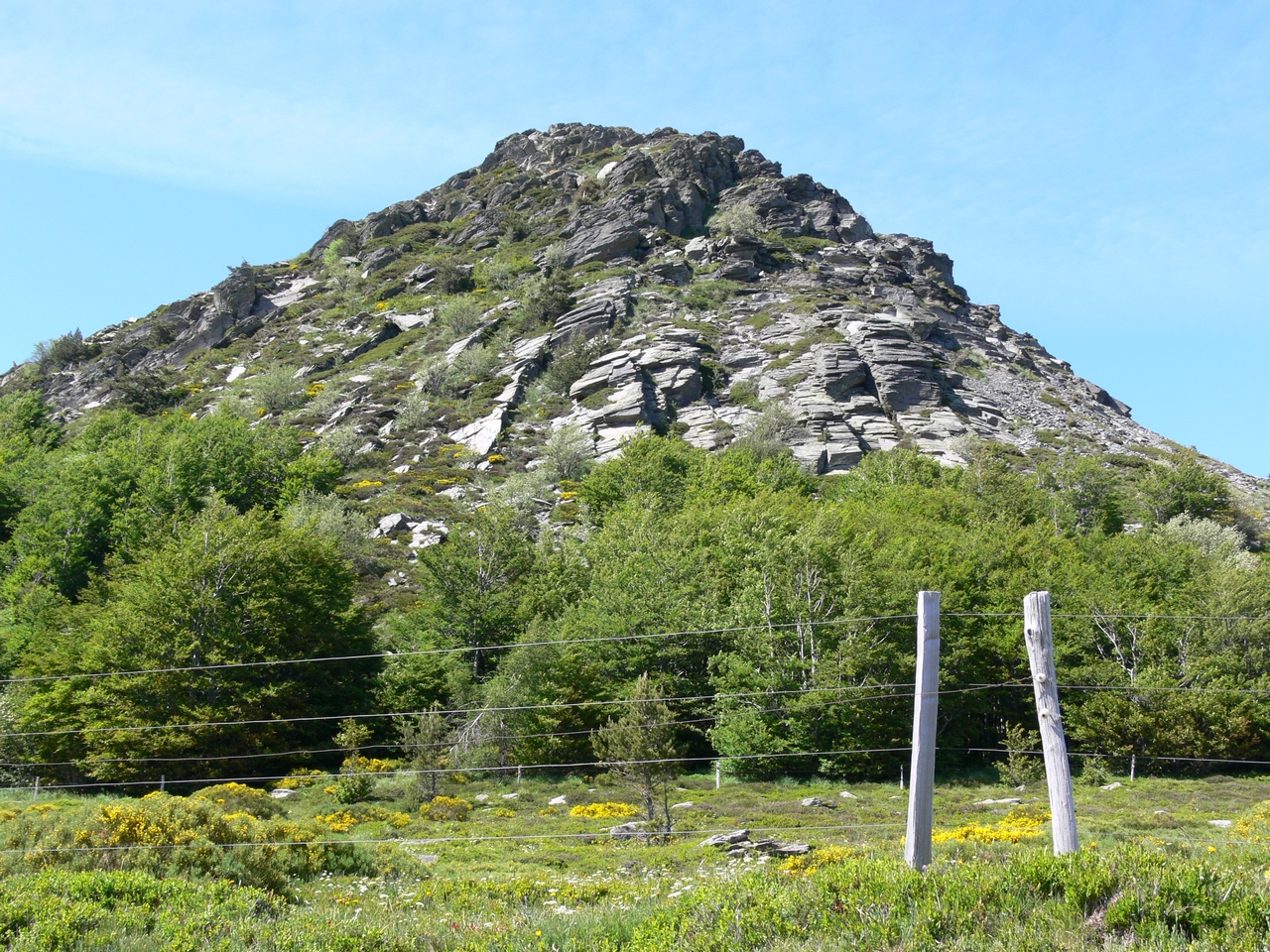
Le mont Gerbier-de-Jonc, au pied duquel la Loire prend sa source.

La Loire prend sa source au pied du mont Gerbier-de-Jonc, dans le département de l'Ardèche, en France.

## Géographie
La Loire débute à environ 1 400 m d'altitude au pied sud-ouest du mont Gerbier-de-Jonc, un sommet du Massif central, dans le Vivarais ; administrativement, la zone se situe sur la commune ardéchoise de Sainte-Eulalie. La présence d'une nappe phréatique sous le mont Gerbier-de-Jonc donne naissance à de multiples sources relativement voisines qui constituent des rus convergeant rapidement pour former un bras unique au niveau du lieu-dit de Cagnard. Les cartes de l'IGN ne distinguent pas une source en particulier, mais indiquent simplement « sources de la Loire ».
Parmi toutes ces sources, trois « officielles » ont été baptisées respectivement par les propriétaires des parcelles :
- la source « authentique », à l'ouest et au contact aval de la route départementale 378, se distingue par un pavage circulaire portant l'inscription « La Loire - Touring club de France » (rappelant un précédent monument érigé en 1938 par le Touring club) (44° 50′ 36″ nord, 4° 12′ 57″ est, altitude : 1 412 m) ;
- la source « géographique », au centre des trois, se déverse dans un abreuvoir en pierre à l'intérieur de l'étable à vaches de l'ancienne ferme « de la Loire »[3], au toit de lauzes ayant remplacé un toit de chaume (44° 50′ 29″ nord, 4° 13′ 07″ est, altitude : 1 408 m) ;
- la source « véritable », ou « cadastrale », coule dans un environnement naturel et sort de terre dans un pré près de la ferme du Sagnas, sous une lauze qui porte l'inscription « Ici commence ma course vers l'Océan... » (44° 50′ 16″ nord, 4° 13′ 38″ est, altitude : 1 410 m). La plus distante des trois, le SANDRE la considère comme source du fleuve Loire[4].

Les sources authentique et véritable ne sont distantes que d'1 km. Les trois sources sont reliées par la départementale 378, ainsi que par le sentier de grande randonnée 420. Selon France 3, en 1975, les propriétaires qui se disputent l'appellation ont « pour but d'attirer du monde dans des lieux qui se révèlent des pièges à touristes ».
L'Aigue Nègre est présenté comme le premier affluent de la Loire ; toutefois, quand il la rejoint, il a déjà parcouru 4,6 km, nettement plus que la Loire (environ 2,5 km). Comme son débit est également plus important, sa vallée plus longue, sa pente plus douce et l'altitude de sa source plus élevée, cette dernière a parfois été décrite la véritable source du fleuve, parfois péjorativement surnommée « source des savants » (44° 51′ 58″ nord, 4° 11′ 23″ est, altitude : 1 435 m).

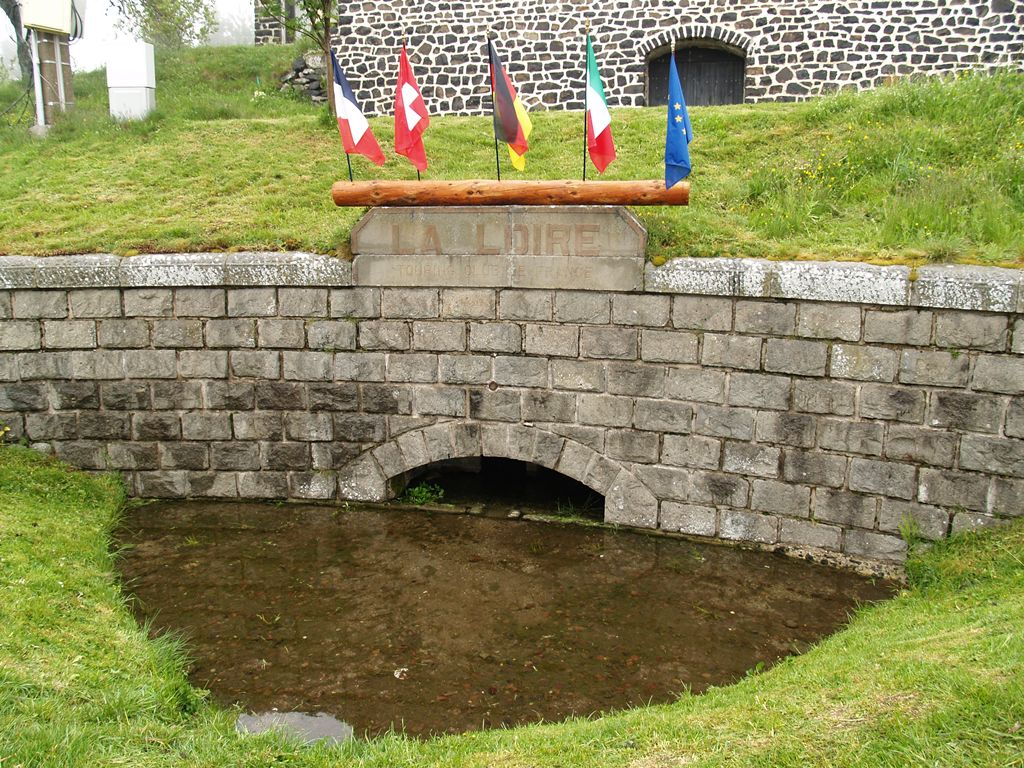
La source « authentique ».
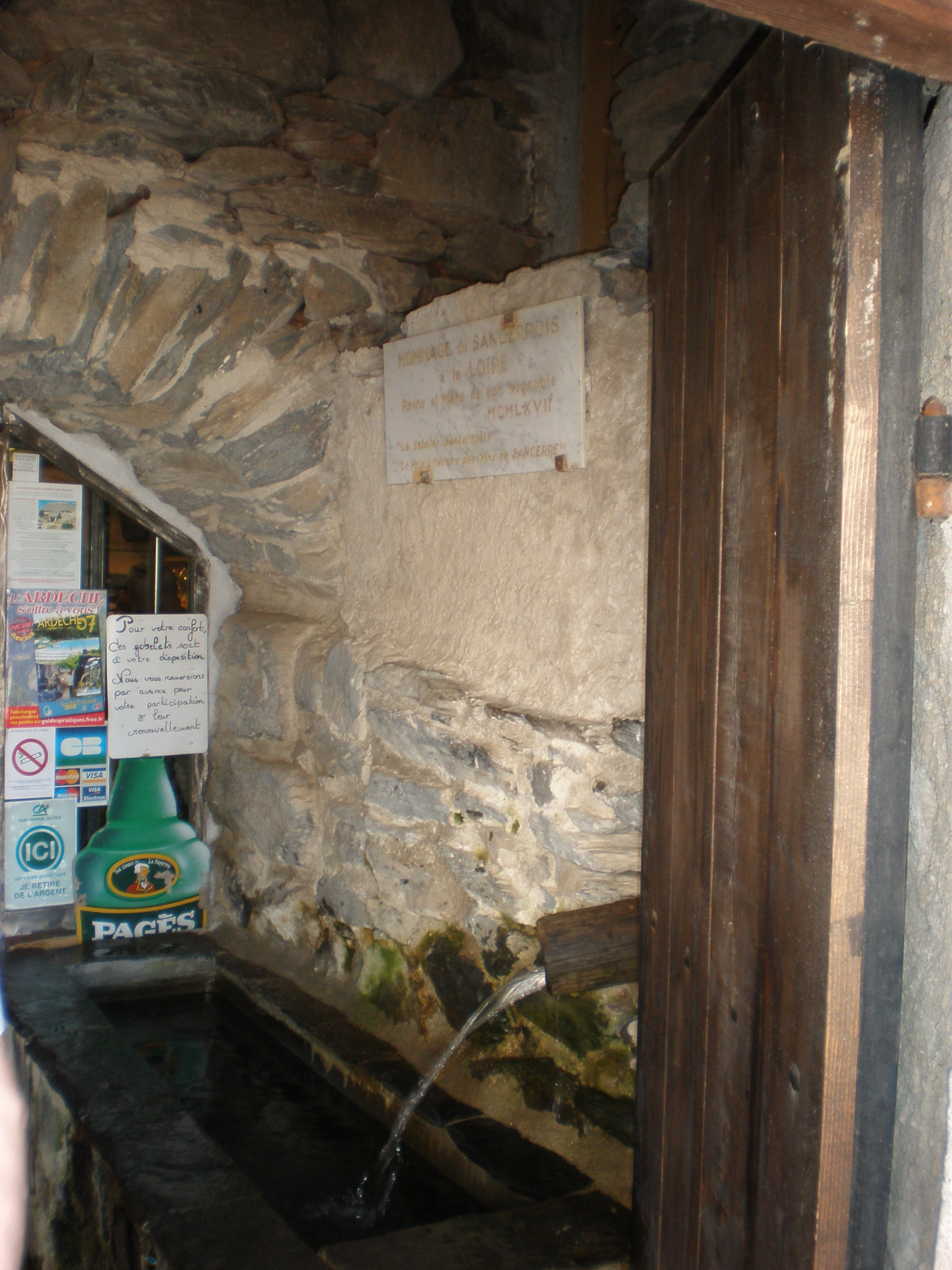
La source « géographique ».
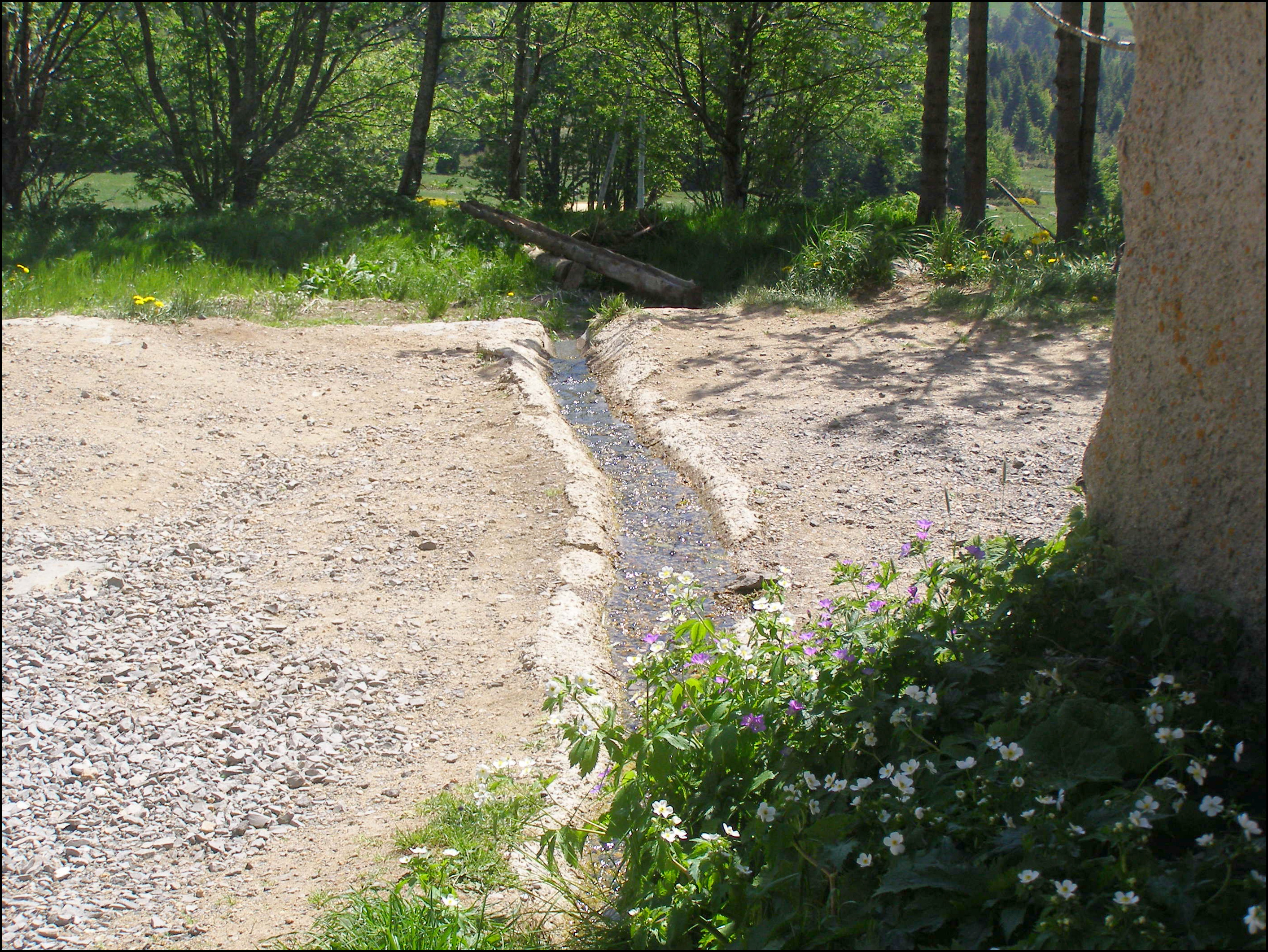
La Loire à sa sortie de la ferme de la source « géographique ».
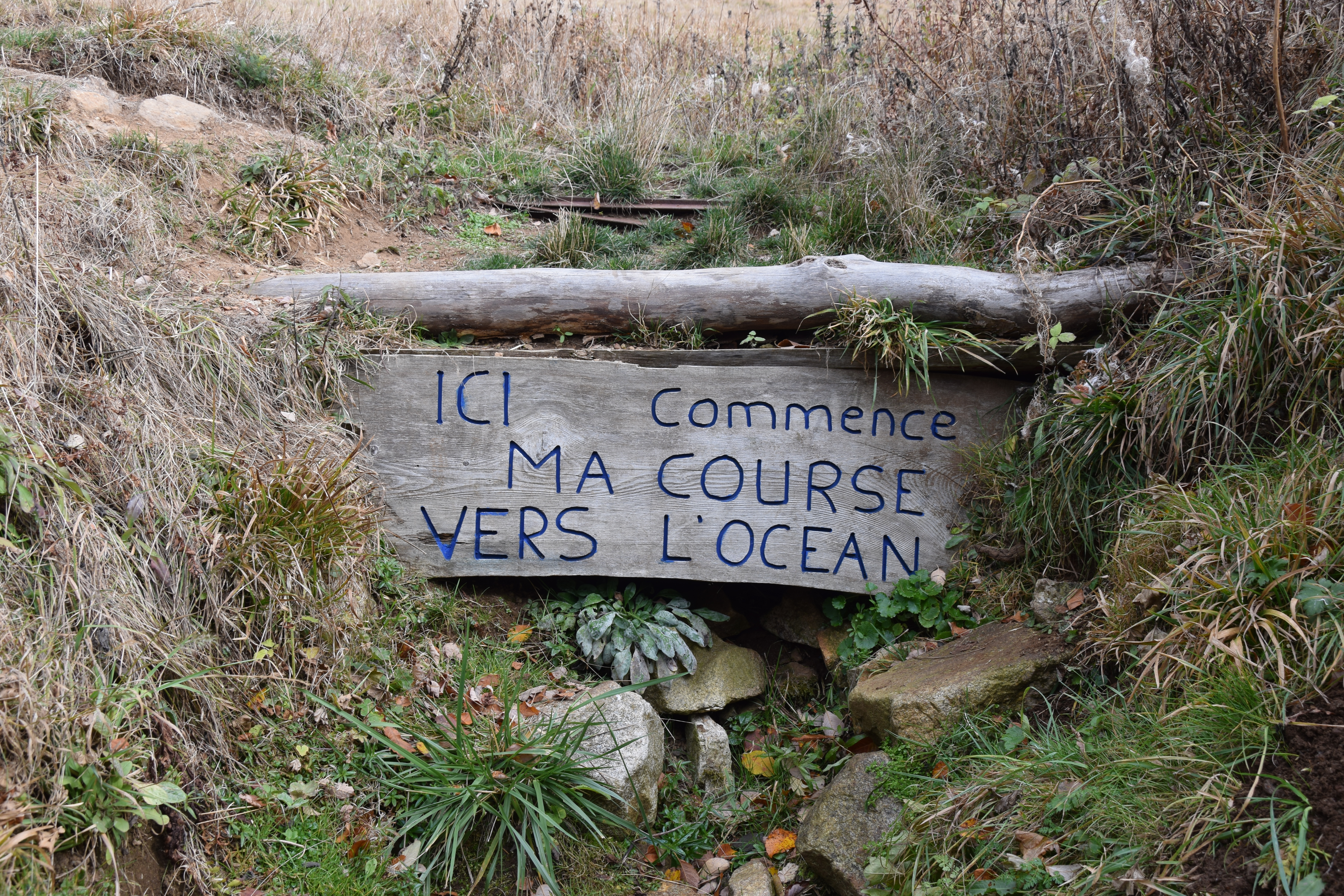
La source « véritable ».
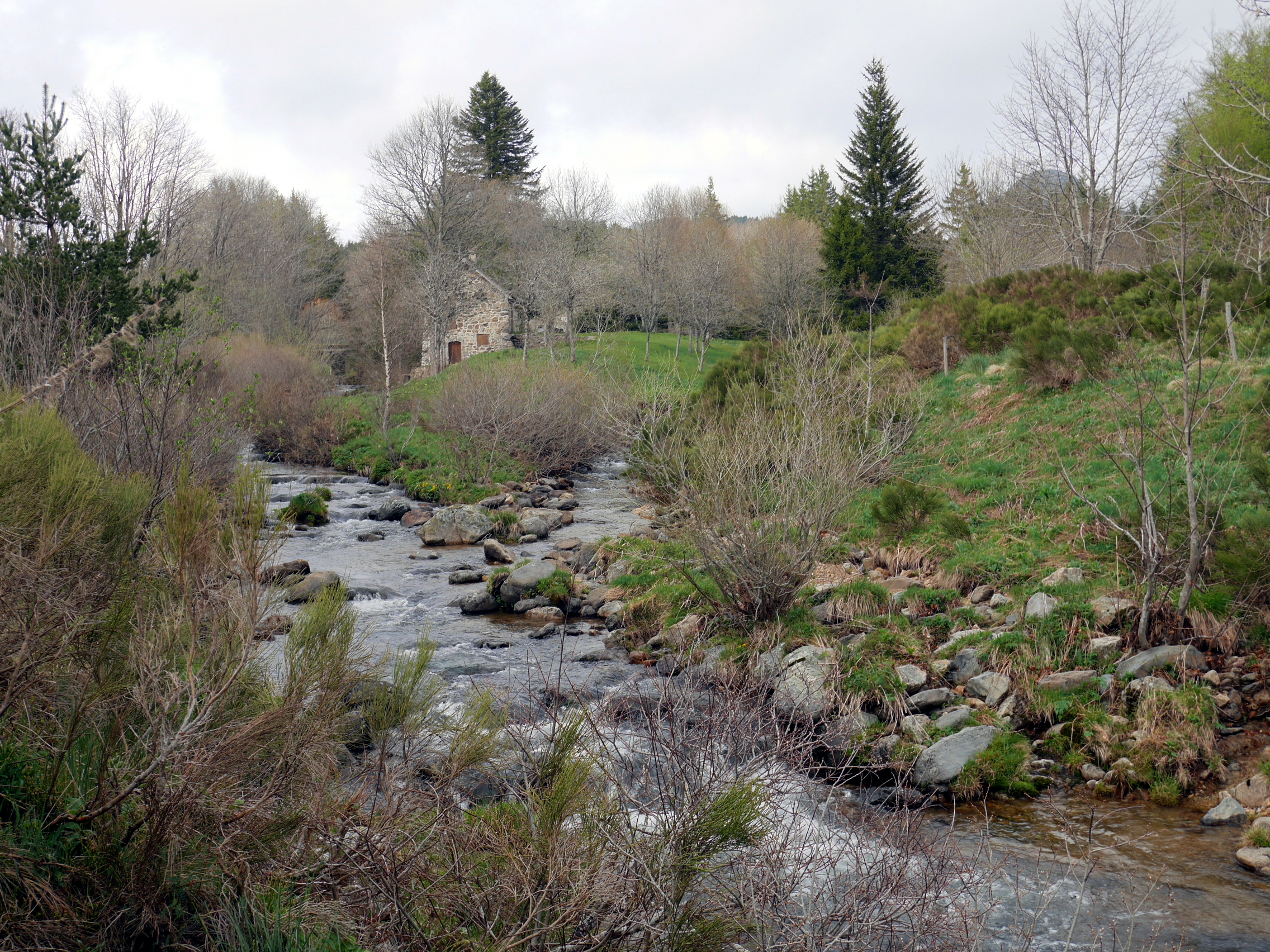
Confluence de l'Aigue Nègre (à gauche) et de la Loire (à droite) au printemps.

## Fréquentation touristique
Le mont Gerbier-de-Jonc et les sources de la Loire attirent chaque année plus de 400 000 visiteurs, la clientèle étant principalement française et de proximité (21 % des touristes sont Ardéchois, 8 % de la Haute-Loire, 7 % de la Loire.